# Technische Universiteit Boedapest
De Technische Universiteit Boedapest (Hongaars: Budapesti Műszaki és Gazdaságtudományi Egyetem, BME of kortweg Műegyetem) is de belangrijkste technische universiteit van Hongarije en een van de oudste technische instituten in de wereld. De BME werd in 1782 opgericht.

## Geschiedenis
De rechtsvoorganger van de BME was het Institutum Geometrico-Hydrotechnicum, dat werd opgericht door Keizer Jozef II.
In 1860 werd het Latijn als voertaal vervangen door het Hongaars.
In 1871 werd de instelling gereorganiseerd en kreeg ze de naam Koninklijke Technische Jozefuniversiteit (Királyi József Műegyetem). Het was daarmee de eerste technische hogeronderwijsinstelling ter wereld die naam universiteit voerde. Het was daarnaast het eerste instituut op universitair niveau waar spoorwegingenieurs werden opgeleid. In 1910 verhuisde de universiteit naar het huidige gebouw aan het Gellértplein aan de Donau.
De studenten van de Technische Universiteit Boedapest speelden een belangrijke rol in de Hongaarse Opstand van 1956.

## Studenten
De universiteit heeft circa ruim 20.000 studenten, een derde daarvan is buitenlander (afkomstig uit 50 verschillende landen). De BME leidt 70% van de ingenieurs in Hongarije op.

### Nobelprijswinnaars
- George Oláh (1994 Nobelprijs voor de Scheikunde)
- Dénes Gábor, uitvinder van de holografie (1971 Nobelprijs voor de Natuurkunde)
- Jenő Wigner (1963 Nobelprijs voor de Natuurkunde)
- Fülöp von Lénárd (1905 Nobelprijs voor de Natuurkunde)

## Faculteiten
De universiteit heeft acht faculteiten:
- Faculteit Civiele Techniek (1782)
- Faculteit Werktuigbouwkunde (1871)
- Faculteit Bouwkunde (1873)
- Faculteit Chemische Technologie en Biotechnologie (1873)
- Faculteit Elektro en Informatica (1949)
- Faculteit Transport (1955)
- Faculteit Natuurwetenschappen (1998)
- Faculteit Sociale en Economische Wetenschappen (1998)

## Locatie
De universiteit ligt op de linkeroever van de Donau tussen de Vrijheidsbrug en de Petőfibrug en heeft een campus richting de Rákóczibrug.
Aalborg ·
Aken ·
Barcelona ·
Belgrado · 
Berlijn · 
Boedapest · 
Boekarest · 
Braunschweig · 
Brno ·
Darmstadt ·
Delft ·
Dresden ·
Dublin ·
Enschede · 
Gdańsk · 
Gent ·
Glasgow · 
Göteborg ·
Graz ·
Grenoble ·
Guildford · 
Haifa ·
Hannover ·
Helsinki ·
Istanboel ·
Karlsruhe ·
Kaunas ·
Lausanne ·
Leuven ·
Lissabon ·
Lissabon NOVA ·
Louvain-la-Neuve ·
Lund · 
Lyon ·
Madrid ·
Milaan ·
Parijs-Saclay ·
Parijs ParisTech ·
Porto ·
Poznań ·
Praag ·
Riga ·
Sheffield · 
Stockholm ·
Stuttgart ·
Tallinn ·
Tomsk ·
Trondheim ·
Turijn ·
Valencia ·
Warschau ·
Wenen ·
Zürich